# Hemiceras pernubila
Hemiceras pernubila är en fjärilsart som beskrevs av Dyar 1908. Hemiceras pernubila ingår i släktet Hemiceras och familjen tandspinnare. Inga underarter finns listade i Catalogue of Life.